# Juan Carlos Villamayor
Juan Carlos Villamayor Medina (5 de março de 1969) é um ex-futebolista profissional paraguaio que atuava como defensor.

## Carreira
Juan Ramón Jara representou a Seleção Paraguaia de Futebol na Copa América de 1993, 1995 e 1997.